# Reality Bites
Reality Bites és una pel·lícula romàntica de comèdia dramàtica estatunidenca del 1994 escrita per Helen Childress i dirigida per Ben Stiller en el seu debut com a director. És protagonitzada per Winona Ryder, Ethan Hawke i Stiller, amb papers secundaris de Janeane Garofalo i Steve Zahn. L'argument segueix a Lelaina (Ryder), una aspirant a vídeografia que treballa en un documental anomenat Reality Bites sobre la vida desencantada dels seus amics i companys d'habitació. Els seus reptes il·lustren algunes de les opcions professionals i d'estil de vida a què s'enfronta la Generació X.
La pel·lícula va rebre crítiques diverses i va recaptar 40,9 milions de dòlars a tot el món contra un pressupost d'11,5 milions de dòlars. Els crítics van destacar les actuacions de Ryder, Hawke i Garofalo en particular.
En els anys transcorreguts des de l'estrena inicial de la pel·lícula, ha assolit estatus de culte i s'ha destacat com una de les pel·lícules que va capturar el zeitgeist de l'escena grunge de principis dels anys noranta entre els adults joves, alhora que crida l'atenció sobre diversos problemes que afectaven els joves nord-americans en aquell moment.
S'està preparant una adaptació de la sèrie de televisió a Peacock.

## Argument
Quatre amics, recentment graduats universitaris, viuen junts a Houston, Texas. El guitarrista de la cafeteria Troy Dyer i la cineasta en evolució Lelaina Pierce se senten atrets l'un per l'altre, tot i que no han actuat segons els seus sentiments, tret d'una trobada breu i borratxos fa anys.
Troy s'escapa, després d'haver perdut diversos llocs de treball amb el salari mínim, l'últim dels quals perd per robar una barra de caramel al seu empresari. Lelaina va ser finalista de la seva universitat i té aspiracions a convertir-se en documentalista, tot i que inicialment s'ha de conformar amb un lloc d'ajudant de producció d'un presentador de televisió groller i desagradable.
La Lelaina coneix a Michael Grates quan en llançar una cigarreta encesa al seu convertible fa que xoqui contra el seu cotxe. Aviat comencen a tenir relacions. Treballa com a executiu en un canal semblant a MTV anomenat In Your Face, i després de veure un documental en què ha estat treballant, vol que l'emeti a la seva xarxa.
Vickie, la companya de pis de la Lelaina, té una sèrie d'aventures d'una nit i relacions breus amb desenes d'homes; la seva promiscuïtat la porta a enfrontar-se a un risc molt real de contraure VIH després que una antiga aventura doni positiu al virus. Treballant com a associada de vendes per a The Gap, Vickie és ascendida a gerent i està contenta amb la seva nova feina. El seu amic Sammy Gray és gai; segueix sent cèlibe, no per por de la sida, sinó perquè establir una relació l'obligaria a sortir de l'armari i els seus pares són força conservadors.
Després d'un acte de retribució impulsiu, la Lelaina perd la feina, fet que provoca certa tensió amb els seus companys d'habitació. Finalment, la prova del VIH de Vickie torna negativa i Sammy surt de l'armari i li ho comunica als seus pares (i fins i tot comença a sortir amb nois) i els dos aconsegueixen reprendre les seves vides.
Mentrestant, la relació de Lelaina amb Michael es dissol després que ell l'ajudi a vendre el documental a la seva xarxa, només per deixar-lo editar en un muntatge estilitzat que compromet la seva visió artística. La Lelaina i la Troy tenen un cor a cor que els porta a dormir junts i a confessar els seus sentiments. L'endemà, l'esquiva i, després d'un enfrontament desordenat, marxa de la ciutat. Quan el pare de Troy mor, l'obliga a revalorar la seva vida, decidint intentar una relació amb Lelaina.
Troy i Lelaina es reuneixen i s'esmenen quan torna del funeral del seu pare a Chicago. Tot i que no veurem què li passa a Michael, durant els crèdits hi ha una ruptura brusca on dos personatges, "Elaina" i "Roy", que són evidents paròdies de Lelaina i Troy, discuteixen sobre la seva relació. A mesura que surten els crèdits de l'"espectacle", el nom de Michael es revela com el creador, la qual cosa implica que ha convertit la relació entre Lelaina i Troy en el tema d'un nou programa a la seva cadena.

## Repartiment
- Winona Ryder com Lelaina Pierce
- Ethan Hawke com Troy Dyer
- Ben Stiller com Michael Grates
- Janeane Garofalo com Vickie Miner
- Steve Zahn com Sammy Gray
- Swoosie Kurtz com Charlane McGregor
- Harry O'Reilly com Wes McGregor
- Barry Del Sherman com productor de Grant
- Anne Meara com Louise
- Andy Dick com Rock
- Keith David com Roger
- David Pirner com Phineas
- Evan Dando com Actor "Roy"
- Karen Duffy com Actor "Elaina"
- Joe Don Baker com Tom Pierce
- John Mahoney com Grant Gubler

A més de Garofalo, el director Stiller va tenir cameos de Andy Dick (com a cap mandrós) i John F. O'Donohue (com a gerent de botiga de conveniència), tots dos membres del repartiment de The Ben Stiller Show. Stiller també va seleccionar el seu company de Saturday Night Live David Spade en una aparició sense acreditar com a gerent durant l'entrevista de feina de Lelaina a Wienerschnitzel. La xicota de Stiller Jeanne Tripplehorn també fa una aparició sense acreditar, parodiant Cindy Crawford i el programa de MTV House of Style. Renée Zellweger apareix com a Tami, una aventura d'una nit de Troy, en el seu primer paper acreditat al cinema. El cantant principal de Soul Asylum, Dave Pirner, i el líder de The Lemonheads, Evan Dando, també van fer cameos.. La xicota de Stiller Jeanne Tripplehorn també fa una aparició sense acreditar, parodiant Cindy Crawford i el programa de MTV House of Style. Renée Zellweger apareix com a Tami, una aventura d'una nit de Troy, en el seu primer paper acreditat al cinema. El cantant de Soul Asylum, Dave Pirner, i el líder de The Lemonheads, Evan Dando, també van fer cameos.

## Producció

### Desenvolupament

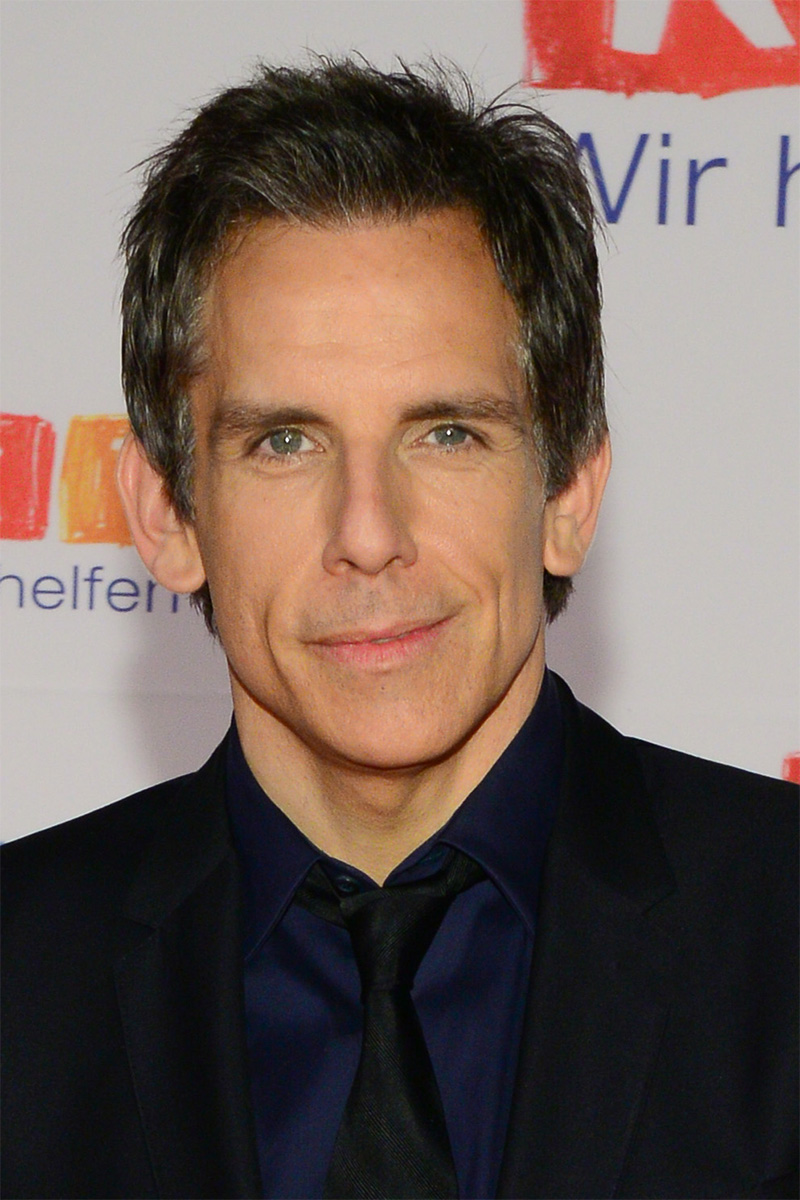
El treball de Ben Stiller a The Ben Stiller Show va donar als productors de la pel·lícula la confiança de permetre-li dirigir la pel·lícula.

El 1991, el productor Michael Shamberg va tenir la idea de fer una pel·lícula sobre gent d'uns vint anys. Havia llegit un guió titulat Blue Bayou, escrit per Helen Childress segons especificacions el 1990. Li va agradar i la va conèixer, i va procedir a explicar-li la seva vida i els seus amics, i la seva lluita per trobar feina durant una recessió als Estats Units en aquell moment. Durant tres anys, va escriure i reescriure Reality Bites, generant 70 esborranys diferents. Childress va decidir utilitzar els seus amics, les seves personalitats i experiències com a base per a la seva pel·lícula.
Els productors de la pel·lícula van veure l'episodi pilot de The Ben Stiller Show i es van apropar a Stiller perquè el dirigís, però no hi actués. Va signar per dirigir el 1992 i va treballar amb Childress durant nou o deu mesos desenvolupant el guió. Inicialment, Childress, treballant amb la productora Stacey Sher, havia descobert els personatges de Lelaina i Troy, però no va poder trobar un personatge creïble per completar el triangle amorós. Stiller va suggerir que podria interpretar aquesta tercera persona. Com a resultat, el personatge de Michael va passar d'un executiu de publicitat de 35 anys que intentava comercialitzar barretes de dolços japonesos als Estats Units a un executiu de televisió de vint i pocs anys. També van canviar l'estructura de la pel·lícula. Originalment, Vickie, Sammy i Troy tenien històries més detallades, però Stiller va sentir que no podia explicar-les completament i va decidir centrar-se en la relació entre Lelaina i Troy.
El desembre de 1992, Childress i Stiller tenien un guió que estava a punt per ser rodat per a TriStar Pictures, però l'estudi el va posar en proproducció. Sher, Stiller i Childress van aconseguir convèncer la Film Commission de Texas perquè acabés amb un viatge d'exploració d'ubicacions a Houston, tot i que no hi havia suport d'estudi, ni pressupost ni repartiment. La pel·lícula havia estat rebutjada per tots els estudis de Hollywood perquè intentava capturar el mercat de la Generació X com Solters, que no va ser un èxit de taquilla. Quan Sher, Stiller i Childress van arribar a Houston, van rebre una trucada telefònica que els informava que Winona Ryder havia llegit el guió, volia fer-lo i que Universal Pictures havia acceptat finançar la pel·lícula.

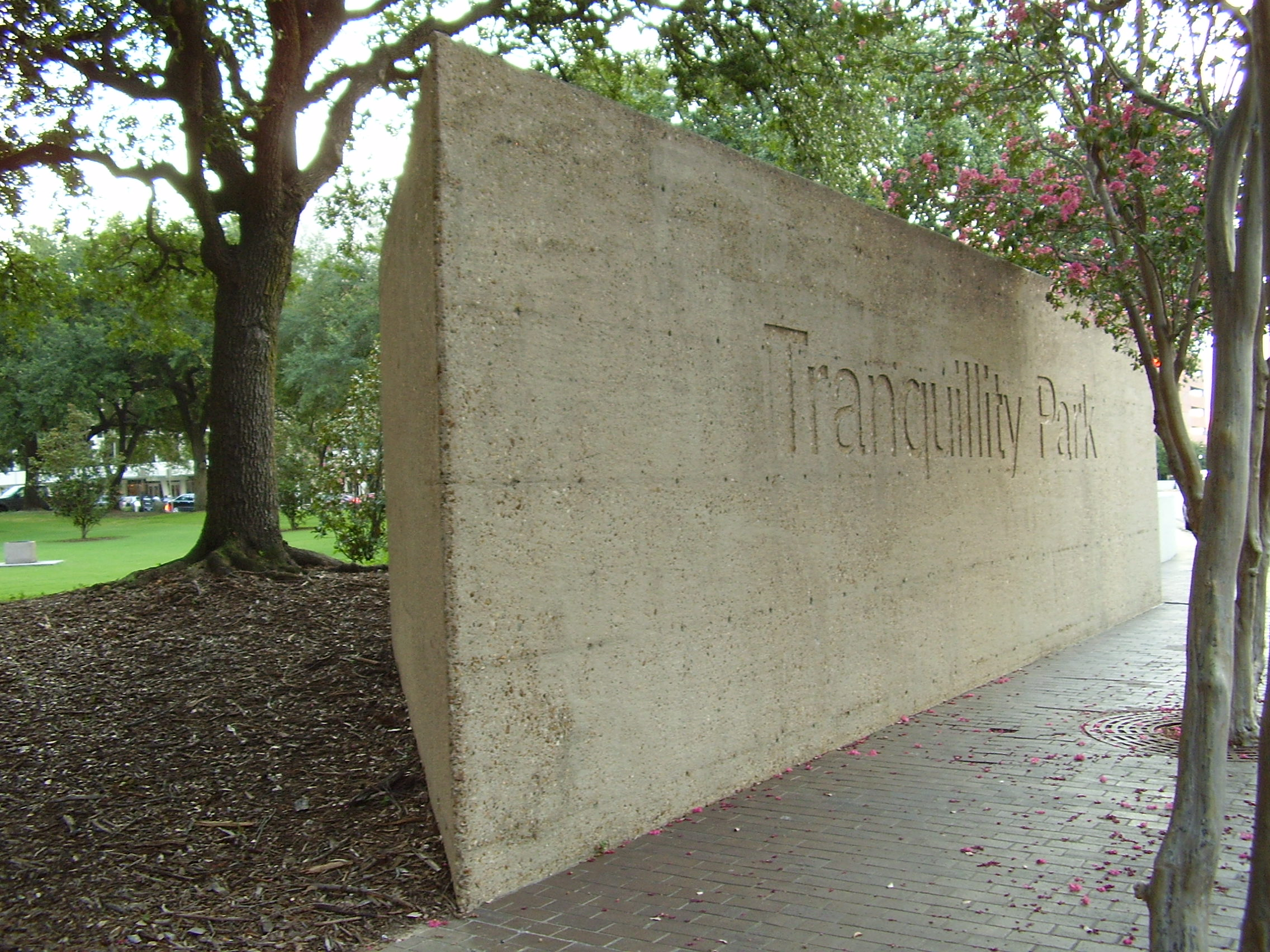
Els exteriors de la pel·lícula es van rodar principalment a Houston, inclòs Tranquility Park.

Després de completar diverses peces d'època, Ryder es va sentir atreta per Reality Bites perquè buscava "alguna cosa una mica més contemporània perquè realment volia portar texans blaus per canviar". Va llegir el guió d'una vegada mentre feia La casa dels esperits i "va trobar que era molt fidel a vida." A més, va especular en una entrevista: "Crec que el meu personatge està molt a prop de com hauria acabat probablement si no ho m'hagués convertir-se en actriu". Ethan Hawke estava en aquest punt descontent amb la direcció que estava prenent la seva carrera; l'actor va recordar que la seva carrera estava en una calma després que el brunzit de El club dels poetes morts s'hagués esvaït. Ryder era fan del seu treball i va estipular en el seu contracte que la seva participació en la pel·lícula depenia que Hawke la protagonitzés al seu costat.
Janeane Garofalo coneixia a Stiller de treballar junts a The Ben Stiller Show, i els productors de la pel·lícula van considerar que el seu estil de comèdia era perfecte per al personatge de Vickie. Va dirr que Parker Posey, Anne Heche i Gwyneth Paltrow estaven tots preparats per al paper. L'estudi volia Paltrow, però Ryder va donar suport a Garofalo per al paper després de fer una connexió amb ella. Abans de començar el rodatge, Garofalo va ser acomiadada de la producció perquè a Stiller no li agradava la seva actitud durant l'assaig. Garofalo va ser recontratada després que Ryder intervingués en nom seu. Garofalo va declarar més tard que té una ètica laboral molt pobra i que odia assajar. Stiller va conèixer Steve Zahn a través de Hawke, amb qui Zahn protagonitzava una obra, i va quedar impressionat com era divertit Zahn. L'actor va anar a Los Angeles, Califòrnia, i va provar la pel·lícula. Tenia molta ganes d'interpretar un personatge gai que sortia de l'armari.
Segons Childress, el títol de la pel·lícula no s'ha d'interpretar com a "la realitat apesta". Durant el període previ a les eleccions presidencials dels Estats Units de 1992, Childress va seguir escoltant referències a "mossegades sonores", cosa que la va fer pensar que les vinyetes enregistrades per Lelaina dels seus amics com "petites mossegades de la realitat."

### Rodatge
La fotografia principal va durar 42 dies, amb un pressupost d'11,5 milions de dòlars. Els cineastes van rodar molts dels exteriors a Houston (inclosa una escena a la part superior de l'edifici Two Shell Plaza), on la pel·lícula està ambientada, però la majoria dels interiors es van rodar a Los Angeles, perquè era més barat fer-ho allà. Durant el rodatge, Stiller va animar a Childress a estar al lloc i a parlar amb els actors sobre els seus personatges.

## Banda sonora

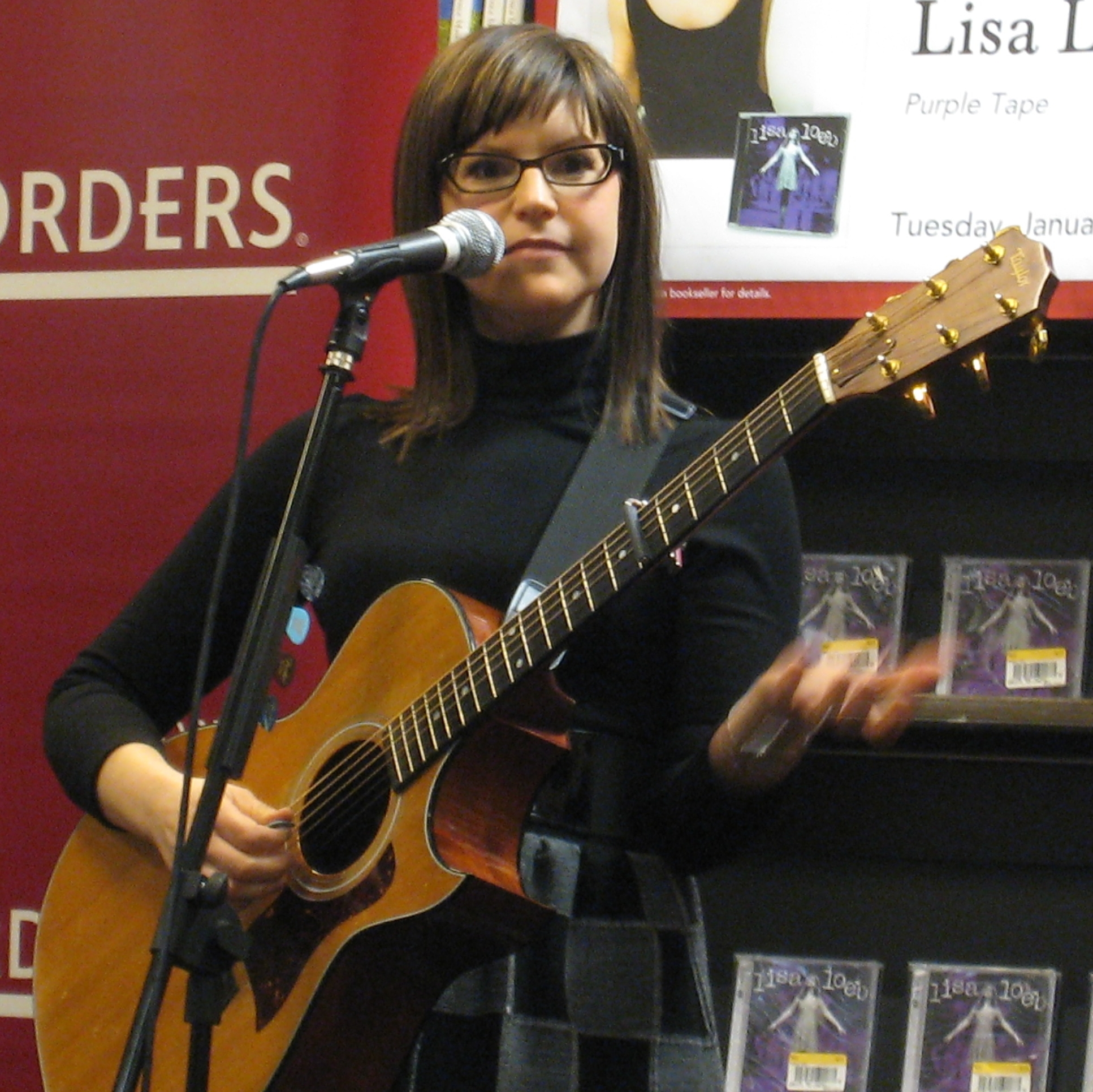
"Stay (I Missed You)" de la banda sonora de la pel·lícula va llançar la carrera de la cantautora Lisa Loeb

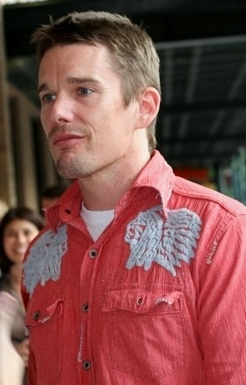
L'estrella de la pel·lícula Ethan Hawke, la música del qual també apareix a la banda sonora

RCA es va reunir amb la supervisora de música de la pel·lícula Karyn Rachtman, i amb Stiller, tres setmanes després del rodatge, per parlar de l'àlbum de la banda sonora. Van finalitzar un acord i el segell va obrir la seva llista al director, que només va triar una banda: Me Phi Me. RCA va comercialitzar l'àlbum de manera agressiva i tenia cinc cançons en rotació a la ràdio i a MTV. El vídeo de "Locked Out" de Crowded House es va actualitzar per incloure imatges de la pel·lícula. A més, el vídeo de "Spin the Bottle" de Juliana Hatfield Three va ser dirigit per Stiller i també va incloure clips de la pel·lícula. La banda sonora va vendre 1,2 milions. unitats i va arribar al número 13 del Billboard 200. L'àlbum també va guanyar un senzill número 1 amb "Stay (I Missed You) de Lisa Loeb". La banda sonora va assolir el número 2 a Austràlia i va ser certificat de platí.
La banda sonora de la pel·lícula inclou cançons de World Party, Squeeze, the Knack ((una versió remesclada de "My Sharona" destacada en una escena del pel·lícula), Juliana Hatfield, Social Distortion, i dues contribucions de Crowded House ("Locked Out" i "Something So Strong"), a més del gran èxit "Stay (I Missed You)" de Lisa Loeb, la qual cosa li va valdre a Loeb la distinció de ser el primer artista a superar l'Hot 100 abans de signar amb qualsevol segell discogràfic i "Baby I Love Your Way" de Big Mountain. També inclou "Conjunction Junction" de Schoolhouse Rock!, una altra cançó posada en primer pla d'una pel·lícula plena de referències a la cultura pop.
1. "My Sharona" – the Knack
2. "Spin the Bottle" – Juliana Hatfield Three
3. "Bed of Roses" – the Indians
4. "When You Come Back to Me" – World Party
5. "Going, Going, Gone" – the Posies
6. "Stay (I Missed You)" – Lisa Loeb & Nine Stories
7. "All I Want Is You" – U2
8. "Locked Out" – Crowded House
9. "Spinning Around Over You" – Lenny Kravitz
10. "I'm Nuthin'" – Ethan Hawke
11. "Turnip Farm" – Dinosaur Jr.
12. "Revival!" – Me Phi Me
13. "Tempted" – Squeeze
14. "Baby, I Love Your Way" – Big Mountain

Pistes addicionals de l'edició del 10è aniversari
1. "Stay (I Missed You)" (Living Room mix) – Lisa Loeb
2. "Add It Up" – Ethan Hawke (cover de Violent Femmes)
3. "Confusion" – New Order
4. "Disco Inferno" – The Trammps
5. "Give a Man a Fish" – Arrested Development
6. "Fools Like Me" – Lisa Loeb

| Llista (1994)                        | Posició més alta |
| ------------------------------------ | ---------------- |
| Austràlia àlbums (ARIA)              | 2                |
| Canadà Top Albums/CDs (RPM)          | 12               |
| Alemanya àlbums (Offizielle Top 100) | 83               |
| Nova Zelanda àlbums (RMNZ)           | 17               |
| Suècia àlbums (Sverigetopplistan)    | 35               |
| UK Compilation Albums (OCC)          | 24               |
| Estats Units Billboard 200           | 13               |

| Llista (1994)                    | Posició |
| -------------------------------- | ------- |
| Australian Albums (ARIA)         | 31      |
| Canada Top Albums/CDs (RPM)      | 52      |
| US Billboard 200                 | 40      |
| US Soundtrack Albums (Billboard) | 5       |

## Estrena
Reality Bites va passar per quatre projeccions amb una reacció bastant decent, abans d'estrenar-se al Festival de Cinema de Sundance el gener de 1994, i es va estrenar en sales als Estats Units el 18 de febrer de 1994.

### Taquilla
La pel·lícula va recaptar 5,1 milions de dòlars en 1.149 sales el cap de setmana d'estrena. Inicialment, Reality Bites no va funcionar tan bé a taquilla com l'estudi esperava. En sis setmanes, va recaptar 18,3 milions de dòlars, més que el pressupost de producció d'11 milions de dòlars de la pel·lícula. Bruce Feldman, vicepresident de màrqueting d'Universal Pictures, va dir: "Els mitjans la van etiquetar com una imatge de la generació X, mentre que nosaltres pensàvem que era una comèdia amb un atractiu ampli". L'estudi va col·locar anuncis durant els programes escollits per ser atractius per a joves de 12 a 34 anys, i a les entrevistes Stiller va tenir cura de no esmentar la frase "Generació X". La pel·lícula va ser un èxit moderat per a Universal i va guanyar 20,9 milions de dòlars als Estats Units i Canadà i 20 milions de dòlars a nivell internacional, amb un total mundial de 40,9 milions de dòlars.

### Recepció crítica
La pel·lícula va rebre crítiques diverses. L'agregador de ressenyes Rotten Tomatoes informa que el 64% dels 59 crítics van donar a la pel·lícula una crítica positiva, amb una valoració mitjana de 6,1/10. El consens del lloc afirma: "Reality Bites pot ser massa intel·ligent per complir la seva promesa com a declaració profunda sobre la Generació X, però un conjunt atractiu i uns xips romàntics permeten una immersió entretinguda en l'ennui de la joventut." A Metacritic la pel·lícula té una puntuació de 67 sobre 100 basada en les ressenyes de 26 crítics. Públics enquestats per CinemaScore va donar a la pel·lícula una nota B+ en l'escala d'A a F.

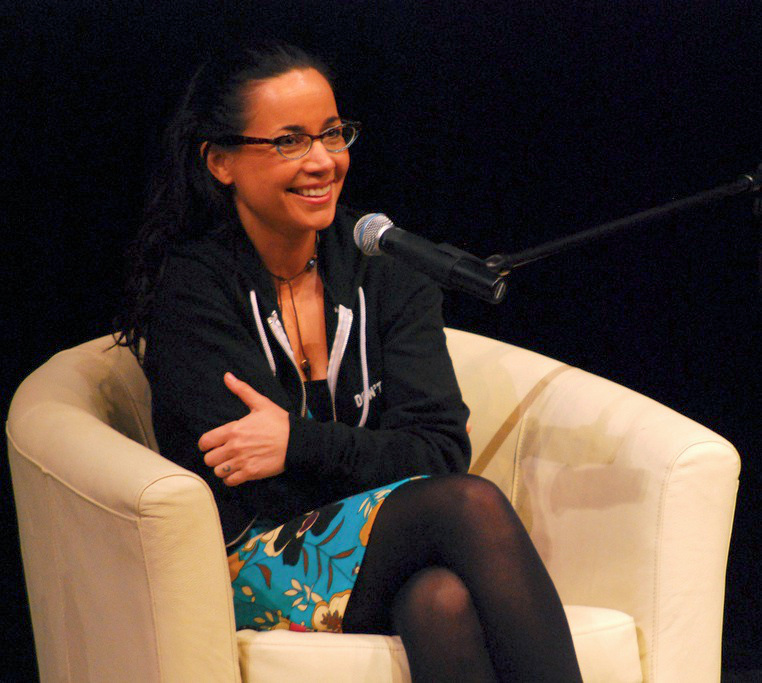
Janeane Garofalo el 2008

Caryn James, a la seva ressenya per a The New York Times, va escriure: "Com la generació que presenta de manera tan atractiva, no veu cap sentit a posar-se en forma i ser massa ambiciosa. Però sap comentretenir i fer que t’ho passis bé". A la seva ressenya per The Washington Post, Desson Howe va escriure: "Apuntant específicament —i amb precisió— a personatges d'uns vint anys, els debutants Helen Childress com a guionista i Stiller com a director, aconsegueixen alguna cosa encara més gran: encapsulen una època". Richard Schickel, va escriure per Time "la pel·lícula avança en aquest corrent de divertiditat, mai perdre l'equilibri. Si són les 10 i vols saber on són els teus fills suposadament grans, aquest és un bon lloc per buscar-los".
Quan se li va preguntar l'any 2007 fins a quin punt havia envellit Reality Bites, Janeane Garofalo va respondre: "Crec que significa molt més per a persones més joves que jo. No era el públic objectiu. Tenia 29 anys interpretant a una jove de 21 anys. , així que crec que no entenc per què els agrada als més joves."
El 2013, Stiller va proposar una seqüela de sèrie de televisió.
La pel·lícula està reconeguda per l'American Film Institute en aquestes llistes:
- 2002: AFI's 100 Years...100 Passions – Nominada[35]

### Llistes al cap de l’any
- 4t – Scott Schuldt, The Oklahoman[36]
- Menció honorífica– Michael MacCambridge, Austin American-Statesman[37]
- Menció honorífica– David Elliott, The San Diego Union-Tribune[38]

## Demanda
L'any 2005, el veritable Dyer (un financer cinematogràfic) va demandar l'escriptora Childress, el productor DeVito i el director Stiller. Dyer va afirmar que la guionista Childress va declarar a les pistes de comentaris d'àudio que va escriure la història basada en els seus amics i companys d'habitació reals de la universitat, i que després es va veure obligada a fer front a les "consultes dels clients passats i potencials sobre si era el personatge fictici", així com als usuaris d'Internet que atribuïen cites extravagants, càustiques, poc professionals i immadures extretes del diàleg de la pel·lícula com a idees i argot de la seva propietat. Els acusats van intentar buscar refugi sota els estatuts de Califòrnia anti-SLAPP, però a principis de 2007 les apel·lacions el tribunal els va negar la protecció SLAPP. La demanda es va resoldre ràpidament després que Dyer rebé un document escrit de Childress en què deia que no era la persona retratada a la pel·lícula.

## Sèrie de televisió
El maig de 2022, es va informar que una adaptació de la sèrie de televisió de la pel·lícula s'està preparant a Peacock amb Childress, DeVito, Jenna Bans, Michael Shamberg, Stacey Sher i Casey Kyber com a productors executius.